# Cruz Machado
Cruz Machado ist ein brasilianisches Munizip im Süden des Bundesstaats Paraná. Es hat 15.978 Einwohner (2022), die sich Cruz-Machadenser nennen. Seine Fläche beträgt 1.478 km². Es liegt 819 Meter über dem Meeresspiegel.

## Etymologie
Der Ort erhielt seinen Namen zu Ehren von Antônio Cândido da Cruz Machado (1820 bis 1905) aus Minas Gerais, der sich als junger Abgeordneter 1854 für die Emanzipation Paranás von der Provinz São Paulo eingesetzt hatte.

## Geschichte

### Besiedlung
Das Gebiet Cruz Machado war seit dem 17. Jahrhundert Schauplatz von Expeditionen und Erkundungsreisen. Der Einfall, der die spätere Besiedlung der Region am stärksten begünstigte, wurde von Hauptmann Antônio da Silveira Peixoto im Auftrag des Gouverneurs des Kapitanats São Paulo durchgeführt.
Das Jahr 1880 markiert die Ankunft von Oberst Amazonas de Araújo Marcondes in der Region. Er ließ sich am linken Ufer des Iguaçu nieder und gründete später die Stadt Porto União da Vitória. Diese wurde nach der Abtretung des Gebiets südlich von Iguaçu und Rio Negro an Santa Catarina 1917 in União da Vitória und Porto União aufgeteilt. Oberst Amazonas gründete eine Schifffahrtsgesellschaft, die dem Ort und damit der Region Fortschritt und soziale und wirtschaftliche Stabilität brachte. Hier wurden die Grundsteine für die Siedlung Cruz Machado gelegt.
Der erste Bewohner der Region war der Pole Jeromin Durski. Er wurde zu einer der bedeutendsten Persönlichkeiten der slawischen Einwanderung in Paraná. Seine Ankunft und Ansiedlung geht auf das Jahr 1853 zurück. Später wurde das Gebiet von polnischen, deutschen und ukrainischen Einwanderern besiedelt. Am 19. Dezember 1910 wurde aufgrund nationalen Interesses der Núcleo Colonial Federal Cruz Machado gegründet, dessen Bevölkerung sich der Gewinnung von Herva Mate und dem Anbau von Getreide widmete.
Schon bald wurde die Kolonie Cruz Machado zu einem wichtigen regionalen Zentrum. 1918 wurde sie zu einer Comarca (Gerichtsbezirk) im Munizip União da Vitória. Der Aufstieg zum Distrikt fiel mit dem Ende der Revolte im Contestado zusammen, deren Auswirkungen bis in die Gemeinde Cruzmachado zu spüren waren.
In den 1920er Jahren ging die Mate-Produktion zurück. Verursacht wurde dies durch den Preisverfall auf dem internationalen Markt und die Verlagerung der Vormachtstellung nach Argentinien. Daraufhin wurde die Holzgewinnung zum besten Geschäft, und es entstanden Sägewerke zur Verarbeitgung der Kiefern.

### Erhebung zum Munizip
Cruz Machado wurde durch das Staatsgesetz Nr. 790 vom 14. November 1951 aus União da Vitória ausgegliedert und in den Rang eines Munizips erhoben. Es wurde am 14. Dezember 1952 als Munizip installiert.

## Geografie

### Fläche und Lage
Cruz Machado liegt auf dem Terceiro Planalto Paranaense (der Dritten oder Guarapuava-Hochebene von Paraná). Seine Fläche beträgt 1478 km². Es liegt auf einer Höhe von 819 Metern.

### Geologie und Böden
Die Böden bestehen aus fruchtbarer Terra-Roxa.

### Vegetation
Das Biom von Cruz Machado ist Mata Atlântica.

### Klima
Das Klima ist gemäßigt warm. Es werden hohe Niederschlagsmengen verzeichnet (1561 mm pro Jahr). Im Jahresdurchschnitt liegt die Temperatur bei 17,5 °C. Die Klimaklassifikation nach Köppen und Geiger lautet Cfb.

### Gewässer
Cruz Machado liegt im Einzugsgebiet des Iguaçú, der die südliche Grenze des Munizips bestimmt. Er ist über die gesamte Länge der Grenze zur Represa Foz do Areia aufgestaut. Sein rechter Nebenfluss Rio Palmital bildet die südöstliche Grenze. Der Rio da Areia fließt dem Iguaçú ebenfalls von rechts zu. Er markiert die nordwestliche Grenze.

### Straßen
Cruz Machado ist über die PR-447 mit Uniao da Vitoria und der BR-153 (Transbrasiliana) verbunden. 

### Nachbarmunizipien
| Pinhão   | Inácio Martins                              | Rio Azul         |
|          | Kompassrose, die auf Nachbargemeinden zeigt | Mallet           |
| Bituruna |                                             | União da Vitória |

## Stadtverwaltung
Bürgermeister: Antonio Szaykowski Toninho, PSD (2021–2024)
Vizebürgermeister: Wilson Daniel Barczak, PSD (2021–2024)

## Demografie

### Bevölkerungsentwicklung
| Jahr | Einwohner | Stadt | Land |
| ---- | --------- | ----- | ---- |
| 1960 | 13.712    | 3 %   | 97 % |
| 1970 | 13.560    | 5 %   | 95 % |
| 1980 | 15.149    | 12 %  | 88 % |
| 1991 | 16.568    | 15 %  | 85 % |
| 2000 | 17.667    | 20 %  | 80 % |
| 2010 | 18.040    | 34 %  | 66 % |
| 2022 | 15.978    |       |      |

Quelle: IBGE (2011) und Volkszählung 2022

### Ethnische Zusammensetzung
| Gruppe * | 1991    | 2000    | 2010    | wer sich als …                                                                   |
| --- | ------- | ------- | ------- | -------------------------------------------------------------------------------- |
| Weiße | 81,2 %  | 91,8 %  | 87,4 %  | weiß bezeichnet                                                                  |
| Schwarze | 2,5 %   | 5,6 %   | 2,7 %   | schwarz bezeichnet                                                               |
| Gelbe | 0,0 %   | 0,0 %   | 0,6 %   | von fernöstlicher Herkunft wie japanisch, chinesisch, koreanisch etc. bezeichnet |
| Braune | 16,3 %  | 2,1 %   | 9,2 %   | braun oder als Mischung aus mehreren Gruppen bezeichnet                          |
| Indigene | 0,0 %   | 0,1 %   | 0,1 %   | Ureinwohner oder Indio bezeichnet                                                |
| ohne Angabe | 0,1 %   | 0,3 %   | 0,0 %   |                                                                                  |
| Gesamt | 100,0 % | 100,0 % | 100,0 % |                                                                                  |
| *) Das IBGE verwendet für Volkszählungen ausschließlich diese fünf Gruppen. Es verzichtet bewusst auf Erläuterungen. Die Zugehörigkeit wird vom Einwohner selbst festgelegt. |         |         |         |                                                                                  |

Quelle: IBGE (Stand: 1991, 2000 und 2010)